# Martina Haedrich
Martina Haedrich (* 30. Januar 1948 in Leningrad) ist eine deutsche Rechtswissenschaftlerin und Völkerrechtsexpertin.
Martina Haedrich studierte von 1967 bis 1972 an der Friedrich-Schiller-Universität Jena Rechtswissenschaft und promovierte 1976 zum Thema Die Ansprüche der Deutschen Demokratischen Republik gegenüber der Bundesrepublik Deutschland in bezug auf ehemals preußisches Vermögen und Kulturgut. Bereits während des Studiums entwickelte sie ein Interesse am Völkerrecht, behielt dies aber wegen der Gegebenheiten in der damaligen DDR aber zunächst für sich. 1985 erfolgte ihre Habilitation und 1989 die Berufung zur ordentlichen Professorin für Völkerrecht. Von 1993 bis 2013 war sie Professorin für Öffentliches Recht und Völkerrecht an der Universität Jena.

## Publikationen (Auswahl)
- Das Prinzip der Gleichberechtigung und des Selbstbestimmungsrechts der Völker und die Menschenrechte im Prozess der völkerrechtlichen Rechtsbildung und Rechtsentwicklung (eine Untersuchung in Auseinandersetzung mit bürgerlichen Theorien) (Habilitationsschrift, Universität Jena, 1985, doi:10.22032/dbt.44739)
- Entwicklung als Konzept der Vereinten Nationen.[2]